# Маскаренские леса
Маскаренские леса — тропический лесной экологический регион Маскаренских островов, расположенных на западе Индийского океана. Занимает общую площадь в 4960 км².
Маскаренские острова представляют собой полностью изолированный вулканический архипелаг, находящийся на большом расстоянии от других массивов суши. Эти острова уникальны своей изоляцией, процессами видообразования и сообществами, и на них обитает множество эндемичных видов. Когда-то здесь обитала одна из самых богатых среди всех океанических архипелагов флора и фауна. Тем не менее, на этих островах наблюдается один из самых высоких показателей вымирания по вине человека в мире, в том числе более 50 % орнитофауны. Например, больше не существует всего семейства птиц Raphidae, к которому относят три вида дронтов с Маврикия и Родригеса.
Когда в XVI веке эти острова посетили впервые, моряки проходящих кораблей охотились на местную фауну, что привело к полному исчезновению дронтов. На кораблях также прибывали европейские инвазивные виды, такие как кролики и козы. Позже люди заселили эти острова. Сочетание охоты, интродукции видов, вырубки лесов и земледелия резко изменило среду обитания этих островов и привело к исчезновению многих видов на этих островах. Многие из выживших эндемичных маскаренских видов находятся под серьёзной угрозой исчезновения.

## Географическое месторасположение
Маскаренские острова расположены в 640—1450 км к востоку от Мадагаскара в западной части Индийского океана вдоль подводного хребта Сейшельско-Маврикийского плато. Крупнейшие острова — Реюньон (площадь 2500 км²) и Маврикий (1865 км²). Кроме них этот экорегион охватывает также остров Родригес (110 км²) и ряд небольших островков Маскаренского архипелага. Ближе остальных к Мадагаскару расположен Реюньон — в 680 км восточнее.
Температура вдоль побережья теплая и сезонная, в среднем +27…+30 °C летом (декабрь-апрель) и около +22…+25 °C зимой (май-ноябрь). На возвышенностях и горных вершинах температура ниже, в среднем +18° С. Здесь не редкость снег, хотя и недолгий. Преобладающие ветры — юго-восточные пассаты, которые дуют в течение всего года. В низинах Маврикия среднее количество осадков колеблется от 750—890 мм на подветренной стороне острова до 1905—2400 мм на юго-восточном побережье. На возвышенностях количество осадков колеблется от 2400—2540 до 4445—4500 мм в год. Осадков достаточно для развития влажных тропических лесов на наветренной стороне острова и сухих тропических лесов на подветренной стороне. Также случаются циклоны, которые помогли сформировать как топографию, так и сообщества видов на острове. На Маврикии обильные и проливные дожди, вызванные этими штормами, вызвали выраженную эрозию, а чрезвычайно сильные ветры, как полагают, являются причиной явного отсутствия крупнокрылых насекомых. Циклоны и сопровождающие их проливные дожди вызывают также значительные разрушения в виде оползней. В целом, сильным циклонам подвержены все Маскаренские острова. На Реюньоне выпадает больше осадков, обычно от 4 000 до 6 000 мм в год в восточных горах и до 10 000 мм в некоторых других местах.
На острова Реюньон и Маврикий сильно повлияла их вулканическая природа и суровые топографические особенности, включая овраги и скалы, хотя Маврикий значительно старше Реюньона. Вообще же самый старый вулкан архипелага находится на острове Родригес, вулканическая активность Маврикия прекратилась около 20 000 лет назад, а Реюньон намного моложе. Его вулкан Питон-де-ла-Фурнез (высота 2632 м) все ещё активен несколько раз в год. Почвы — преимущественно латериты на разных стадиях формирования в зависимости от возраста вулканического материнского материала. Там, где вулканическая активность началась недавно, почвы все ещё формируются из многочисленных лавовых пластов и полей. Топография Реюньона крутая и пересеченная из-за его недавней вулканической активности, высота Питон-де-Неж достигает 3069 м. Напротив, Маврикий — очень старый остров, некоторые геологические образования которого насчитывают 700 миллионов лет. Здесь наивысшей точкой является Питон-де-ла-Ривьер, который давно потух и достигает высоты всего 828 м. Только остров Родригес имеет более низкий рельеф, возвышающийся до 390 м над преимущественно пологими холмами.
В этом экорегионе также имеется множество небольших островов; особый интерес представляет остров Иль-Ронд, небольшой остров у северной оконечности Маврикия с необычной фауной рептилий.

## Флора
Первоначально растительность Маскаренских островов была довольно разнообразной: от прибрежных водно-болотных угодий и заболоченных лесов, низинных сухих лесов, дождевых лесов и пальмовых саванн до горных листопадных лесов и, наконец, (на Реюньоне) до типов растительности пустошей на самых высоких горах. Флора маскаренских островов разнообразна и содержит множество уникальных видов. На этих островах насчитывается около 955 видов цветковых растений из 108 различных семейств и 323 родов. Тридцать восемь родов растений считаются эндемичными, и насчитывается около 695 эндемичных видов. Основные семейства растений: Sapotaceae, Ebenaceae, Rubiaceae, Myrtaceae, Clusiaceae, Lauraceae, Burseraceae, Euphorbiaceae, Sterculiaceae, Pittoscoraceae и Celastracea. Особый интерес представляет большое разнообразие видов пальм, которые здесь представлены многими эндемичными родами. Бо́льшая часть флоры имеет сходство с Африкой и Мадагаскаром; однако небольшой процент более тесно связан с Азией.
Большая часть исконной растительности в настоящее время уничтожена. Кроме того, почти все оставшиеся местные растительные сообщества сильно деградированы интродуцированными видами. На Реюньоне большая часть острова была повторно засажена лесом, и в настоящее время почти 40 % острова покрыты лесом.

## Фауна

### Птицы
Из 16 эндемичных видов птиц, обитающих на Маскаренских островах, семь обитают только на Маврикии, четыре — на Реюньоне и два — родригесская камышевка Acrocephalus rodericanus (EN) и родригесский ткачик-фоди (Foudia flavicans) (VU) — на острове Родригес. Эндемичные виды птиц, обитающие на Реюньоне: реюньонский сорокопутовый личинкоед Lalage newtoni (EN), реюньонский чекан Saxicola tectes, белоглазка Zosterops olivaceus) и бюльбюль Hypsipetes borbonicus. На Маврикии обитают эндемичные виды птиц: сорокопутовый личинкоед Lalage typica (VU), маврикийская пустельга (Falco punctatus) (VU), маврикийский ткачик-фоди (Foudia rubra) (CR), маврикийский бюльбюль Hypsipetes olivaceus (VU), маврикийский ожереловый попугай (Alexandrinus eques) (CR), маврикийская белоглазка Zosterops chloronothos и розовый голубь (Columba mayeri) (EN). Три маскаренские эндемичные птицы встречаются более чем на одном острове: маскаренская райская мухоловка (Terpsiphone bourbonnensis), маскаренская белоглазка (Zosterops borbonicus) и маскаренский стриж Aerodramus francicus. Модели разнообразия и эндемизма птиц здесь аналогичны таковым на островах Тихого океана, за исключением того, что высота над уровнем моря здесь более важна для объяснения различий в эндемизме, чем где-либо ещё. Эндемичные виды обитают главным образом на оставшихся участках леса, хотя некоторые из них начали заселять плантации. На этих островах также гнездятся редкие морские птицы, некоторые из которых считаются эндемиками. В частности, на Маврикии встречаются значительные колонии размножающихся морских птиц, таких как тринидадский тайфунник (Pterodroma arminjoniana) и голуболицая олуша. В настоящее время многим видам птиц угрожает исчезновение, среди них родригесская камышевка Acrocephalus rodericanus, родригесский ткачик-фоди (Foudia flavicans), реюньонский сорокопутовый личинкоед Lalage newtoni, маврикийская пустельга, маврикийский фоди и маврикийский розовый голубь.

### Млекопитающие
Единственные местные млекопитающие — крыланы, такие как эндемичные большая маскаренская летучая лисица Pteropus niger (VU) и родригесская летучая лисица (Pteropus rodricensis) (CR). В настоящее время эти виды находится под серьёзной угрозой исчезновения из-за вырубки лесов, охоты, интродуцированных видов и циклонов. Ещё один вид крыланов, черноватая летучая лисица (Pteropus subniger) (EX), вымерла в 19-м веке.

### Пресмыкающиеся
На этих островах обитает 13 полностью эндемичных видов рептилий, большое количество которых относится к роду дневных гекконов Phelsuma. Остров Иль-Ронд, небольшой островок у северной оконечности Маврикия, объявлен природным заповедником из-за большого количества редких рептилий, эндемичных для него. К ним относятся древесный маскаренский удав (Casarea dussumieri), сцинк лейолописма Телфера (Leiolopisma telfairii), дневной геккон Гюнтера (Phelsuma guentheri) и недавно вымерший роющий удав многокилевая болиерия (Bolyeria multocarinata). Другие известные рептилии — лучистая черепаха (Astrochelys radiata) и змеиноостровной геккон (Nactus serpensinsula). На этих островах гнездятся находящиеся под угрозой исчезновения морские черепахи биссы (Eretmochelys imbricata).
Эндемичных земноводных на Маскаренских островах нет.

### Беспозвоночные
Хотя беспозвоночные Маскаренских островов остаются малоизученными, известно, что существует множество эндемичных видов. Например, во влажных лесах Родригеса обитает эндемичный немертиновый червь Geonenertes rodericana, а в ущелье реки Блэк-ривер на Маврикии обитает бабочка-парусник Pailio manlius. На Маврикии было много эндемичных видов наземных улиток, 30 % из них вымерли, а ещё 30 % находятся под серьёзной угрозой исчезновения из-за интродукции конкурирующей с ними инвазивной хищной улитки Euglandina rosea.

### Вымершие виды
В то время как на Маскаренских островах ещё обитают многие эндемичные виды, они также хорошо известны большим количеством видов, вымерших с 1600 года. Среди этих вымерших видов дронты Raphus cucullatus с Маврикия и Pezophaps solitaria с Родригеса, попугай Psittacula excul, маскаренский попугай Mascarinus mascarinus, реюньонский скворец Fregilupus varius и маврикийский синий голубь Alectroenas nitidissima. Исследования субфоссилий показывают, что до прибытия первых европейцев существовало много других видов птиц, которые с тех пор вымерли. Среди них кваква, ибис, чирок, попугаи, голуби и сокол. 
Кроме птиц на этих островах вымерло около половины видов других позвоночных (около 20 видов). Кроме того, произошло исчезновение эндемичных растений, возможно, в общей сложности до 100 видов. Остальные 500—600 эндемичных видов растений находятся под угрозой из-за значительной потери среды обитания и вторжения более агрессивных интродуцированных видов. Популяции некоторых видов растений сократились до нескольких или даже всего одной особи и, таким образом, функционально вымерли. Среди видов растений, находящихся на грани исчезновения: Drypetes caustica, Tetrataxis salicifolia и Xanthophyllum paniculatum.

## Угрозы
Среды обитания и виды, эндемичные для Маскаренских островов, находятся под определённой угрозой. На Маврикии интродуцированные травоядные, олени, свиньи, макаки-крабоеды и (также на Реюньоне) гигантские африканские наземные улитки приводят к уничтожению среды обитания и эндемичных видов растений. Интродуцированные крысы, кошки, землеройки, тенреки и мангусты охотятся на взрослых и молодых эндемичных животных, а интродуцированные птицы составляют конкуренцию эндемичным птицам.
Восемнадцать видов растений были идентифицированы как агрессивные интродуценты на Маврикии, а на Реюньоне насчитывается 62 высокоинвазивных вида. Крошечные участки низменной среды обитания также уничтожаются для создания плантаций лесного или сельского хозяйства. Эндемичные виды крыланов повреждают посевы, из-за им угрожает массовый отстрел; около 90 000 особей были убиты во время двух кампаний по отстрелу на Маврикии в 2015 и 2016 годах.

## Охрана
Произошла огромная потеря первоначальной лесной среды обитания, особенно на Маврикии, Родригесе и Реюньоне, хотя последний имеет наибольшую площадь нетронутых лесов из трех островов. Из-за отсутствия поселений и меньшего количества инвазивных чужеродных видов небольшие прибрежные островки содержат одни из лучших мест обитания. На Реюньоне есть несколько небольших охраняемых территорий, в том числе хорошо защищенные заповедники Мар-Лонг (Mare Longue) и Рош-Экрит (Roche Ecrite), в последнем охраняется вся известная популяция эндемичного реюньонского сорокопутового личинкоеда Lalage newtoni.
Охраняемые территории включают также остров Петит-Иль (Petite Ile), Бра-де-ла-Плен (Bras de la Plaine) и горные регионы Питон-де-Неж (Piton des Neiges) и Гран-Бенар (Grand Bénard). Меньшую защиту предлагает система государственных биологических заповедников, таких как Мазерин (Mazerin), Бебур (Bébour) и О-де-Сен-Филипп (Hauts de Saint-Philipe). На Маврикии самой большой охраняемой территорией является национальный парк Блэк-Ривер-Горджес площадью 67 км².
Приоритетными природоохранными мерами на ближайшие годы являются: 1) продолжение ликвидации инвазивных чужеродных видов с использованием инновационных методов отлова и биологического контроля для долгосрочного управления; 2) уменьшение конфликтов между садоводами и крыланами, продвижение нелетальных методов смягчения последствий, например, деревьев-приманок и зелёной маркировки фруктов, поедаемых летучими лисицами; и 3) расширение сети охраняемых территорий, необходимое, чтобы связать оставшиеся места обитания.